# بویوک سوفولو (آلاداغ)
بویوک سوفولو {{ترکی|Büyüksofulu) (به ارمنی: Քարսանլի-օղլու) یک منطقهٔ مسکونی در ترکیه است که در آلاداغ، آدانا واقع شده‌است. بویوک سوفولو ۱٬۷۳۵ نفر جمعیت دارد و ۹۱۳ متر بالاتر از سطح دریا واقع شده‌است.